# Kōsei Matsui
Kōsei Matsui (jap. 松井 康成, Matsui Kōsei; * 20. Mai 1927 in Motomaki (heute: Saku), Präfektur Nagano; † 11. April 2003, Kasama, Präfektur Ibaraki) war ein japanischer Töpfer und Kunstkeramiker. Er wurde 1993 als Lebender Nationalschatz für das Wichtige immaterielle Kulturgut „Neriage“ deklariert.
Kōsei Matsui wurde 1927 in Motomaki geboren. Er studierte japanische Literatur an der Meiji-Universität, die er 1952 abschloss. Im gleichen Jahr heiratete er Hideko, die älteste Tochter eines Priesters des 1937 restaurierten Tempels Gessō-ji (月崇寺) in Kasama. 1957 wurde Matsui in diesem Tempel Priester der Jōdo-shū. 1959 baute er den alten Brennofen auf dem Tempelgelände wieder auf und widmete sich alten Keramiken aus China, Korea und Japan. von 1967 an erlernte er dann das Töpferhandwerk von Kōichi Tamura. 1969 nahm er mit einem großen Keramiktopf in Neriage-Technik an einer Ausstellung der Japanischen Gesellschaft für Kunsthandwerk teil und errang einen Förderpreis. Neriage oder auch Nerikomi ist eine Technik aus der chinesischen Tang-Dynastie, bei der verschiedenfarbige Tonsorten ineinander gedreht oder in Formen gepresst werden. Auf diese Weise entstehen marmorierte Keramiken mit vielfältigen bunten Mustern. In den 80er Jahren perfektionierte er unterschiedliche Muster, wie dünne eisenschwarze Linienmuster. Im Laufe der Zeit entwickelte er eine eigene Form der Neriage-Technik, indem er während der Herstellung mit der Töpferscheibe durch Bürsten der Oberfläche Fehlstellen in der Glasur und eine unregelmäßige Oberflächenbeschaffenheit erzeugte. 1988 erhielt er die Ehrenmedaille am violetten Band.
Kōsei Matsui wurde 1993 für seine Neriage-Technik zum Lebenden Nationalschatz ernannt. Er starb 2003 an einer Atmungsinsuffizienz.